# NGC 475
NGC 475 is een elliptisch sterrenstelsel in het sterrenbeeld Vissen. Het hemelobject ligt 665 miljoen lichtjaar van de Aarde verwijderd en werd op 3 november 1864 ontdekt door de Duitse astronoom Albert Marth.

## Synoniemen
- IC 97
- PGC 4796
- NPM1G +14.0045